# 긴샤촌
긴샤촌(金砂村)은 에히메현 우마군에 설치되었던 촌이다. 현재의 시코쿠추오시에 해당한다.